# Castell de Guimarães
El castell de Guimarães és un edifici militar del segle x fet construir per la comtessa Mumadona Dias per la defensa del poble dels atacs normands i musulmans, al voltant del qual creixerà el nucli de la població de Guimarães, a Portugal.
Aquest castell és íntimament relacionat amb la fundació de Portugal. Dos segles després de la construcció, probablement hi van viure els progenitors de qui es consagraria com a primer rei de Portugal, Afons Henriques. La tradició també hi fa el seu lloc de naixement; així, la pica baptismal on fou batejat es guarda a la petita capella romànica de Sant Miquel del castell.
L'enorme torre de l'homenatge quadrangular dins les muralles del castell destaca a l'horitzó, envoltada de vuit torres emmerletades.
El Campo de São Mamede, al costat del castell, és conegut com un dels escenaris de la Batalla de São Mamede, ocorreguda el 24 de juny de 1128.
Va sofrir nombroses reconstruccions al llarg de la història, encara que les més importants van ser les realitzades a la primeria del segle xx, quan va recuperar la seva grandiositat original, motiu pel qual va ser classificat Monument Nacional el 1910.